# Aakenustunturi
Aakenustunturi è un colle finlandese situato in Lapponia.

## Storia
Il 24 febbraio 1943 vi si schiantò un aereo Junkers Ju 52 della tedesca Luftwaffe, parti del relitto si trovano ancora sul luogo dell'incidente.
Dal dicembre 2004 fa parte del parco nazionale di Pallas-Yllästunturi.

## Geografia
Questo rilievo si trova nei pressi della città di Kittilä. È considerato un'oasi selvaggia tra le montagne del nord e meta di escursionisti; Nei suoi boschi si trovano alcune villette di pregio e per questo può essere considerato un caratteristico "quartiere di lusso" nell'ambito della cultura finlandese.